# Andree Hesse
Andree Hesse (* 28. Februar 1966 in Braunschweig) ist ein deutscher Schriftsteller und Literaturübersetzer.

## Biografie
Andree Hesse wuchs in der Nähe von Celle auf. Nach einer Sattlerlehre studierte an der Hochschule für Fernsehen und Film München, die er jedoch ohne Abschluss verließ. Er führte Theaterregie in Marburg, schrieb Drehbücher, Theaterstücke und Kurzgeschichten. Heute lebt und arbeitet Hesse als freiberuflicher Schriftsteller und Übersetzer englischsprachiger Literatur in Berlin. Er übersetzt insbesondere Kriminalromane von Will Adams, Simon Beckett und Peter Robinson. Seine eigenen, seit 2005 erschienenen Kriminalromane um Kommissar Arno Hennings spielen in der Region Celle.

## Werke

### Arno-Hennings-Reihe/Celle-Krimis
- Der Judaslohn. Wunderlich, Reinbek 2005, ISBN 3-8052-0800-6; Rowohlt Taschenbuch, Reinbek 2006, ISBN 3-499-24019-X.
- Das andere Blut. Wunderlich, Reinbek 2006, ISBN 3-8052-0827-8; Rowohlt Taschenbuch, Reinbek 2008, ISBN 978-3-499-24349-3.
- Die Schwester im Jenseits. Wunderlich, Reinbek 2008, ISBN 978-3-8052-0857-4; Rowohlt Taschenbuch, Reinbek 2009, ISBN 978-3-499-24787-3.

### Roman
- Aus welchem Grund auch immer. Knaus, München 2001, ISBN 3-8135-0165-5.

### Hörbücher
- Das andere Blut (4 CDs, gelesen von Sebastian Dunkelberg, 245 min.) Jumbo, Hamburg 2007, ISBN 978-3-8337-1867-0.